# Battaglia delle Isole del Tesoro
La battaglia delle Isole del Tesoro si svolse tra il 27 ottobre e il 12 novembre 1943, nell'ambito dei più vasti eventi della campagna delle isole Salomone della seconda guerra mondiale.
Come preludio a una più importante operazione di assalto alla grande isola di Bougainville, il 27 ottobre reparti neozelandesi appoggiati da unità di supporto statunitensi presero terra sulle principali isole del gruppo delle Isole del Tesoro; le forze giapponesi furono colte di sorpresa e la guarnigione delle isole finì annientata al termine di alcuni giorni di duri scontri.

## Antefatti
Come parte della strategia volta ad aggirare e isolare le grandi guarnigioni giapponesi dislocate su Bougainville e a Rabaul piuttosto che rischiare un sanguinoso assalto frontale, nel tardo 1943 i comandi degli Alleati decisero di lanciare un attacco volto a catturare l'arcipelago delle Isole del Tesoro, posto a sud-ovest di Bougainville; il piano di invasione, assegnato a un contingente del New Zealand Army supportato da forze statunitensi, fu indicata con il nome in codice di "operazione Goodtime". In vista dell'operazione, l'8ª Brigata fanteria del generale Robert Row, parte della 3ª Divisione neozelandese, fu assegnata al III Corpo anfibio statunitense; la forza di sbarco era sotto il comando del retroammiraglio statunitense George H. Fort.
Composto da due isole principali, Mono a nord e Stirling a sud, l'arcipelago delle Isole del Tesoro si trovava a 480 chilometri a nord della base alleata di Guadalcanal, a 97 chilometri da Vella Lavella (appena conquistata dagli Alleati) e a solo 29 chilometri dalle munite basi giapponesi nelle Isole Shortland. Al tempo della battaglia, le isole consentivano agli Alleati l'opportunità di aggirare grandi gruppi di truppe giapponesi nella loro risalita verso nord lungo la catena delle Isole Salomone verso le grandi basi nipponiche allestite attorno a Rabaul, la neutralizzazione delle quali era obiettivo chiave della strategia alleata nota come "operazione Cartwheel". Le due isole principali erano separate da un profondo braccio di mare, il Blanche Harbor, che costituiva un ottimo porto naturale e un punto d'appoggio per il supporto del progettato sbarco a Capo Torokina su Boungainville previsto a inizio novembre 1943. L'isola di Mono, inoltre, poteva fungere da stazione radar per fornire un'allerta precoce contro attacchi aerei o di superficie giapponesi durante gli sbarchi a Bougainville.
Gli Alleati speravano inoltre che gli sbarchi alle Isole del Tesoro potessero convincere il comando giapponese che il prossimo obiettivo sarebbero state le Isole Shortland o Buin sulla punta meridionale di Bougainville, distraendolo dallo sbarco progettato a Capo Torokina più a nord.

## La battaglia
L'invasione alleata delle Isole del Tesoro ebbe inizio alle 06:00 del 27 ottobre 1943. Tre colonne di navi da trasporto veloci (APD, vecchi cacciatorpediniere convertiti) per un totale di otto vascelli furono radunate per il trasporto delle truppe; in aggiunta, erano disponibili otto mezzi da sbarco tipo LCI, due tipo LST e tre tipo LCT. Lo sbarco fu preceduto da una serie di operazioni di ricognizione, la prima tra il 22 e il 23 agosto e la seconda tra il 21 e il 22 ottobre; nel mentre, la forza d'assalto aveva condotto delle esercitazioni di sbarco al largo delle Isole Florida

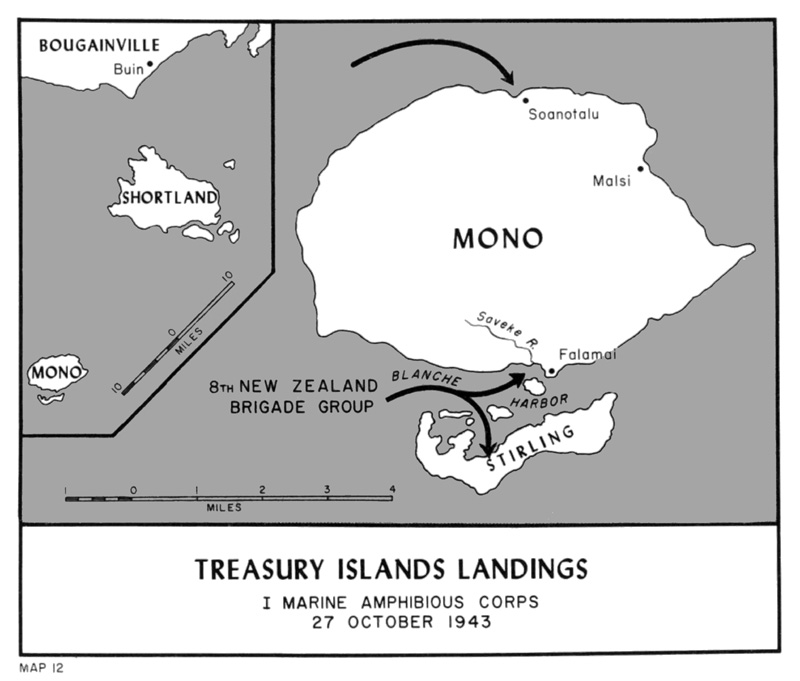
Carta degli sbarchi

Precedute da un breve bombardamento aereo e navale, sette delle APD arrivarono in vista di Cummings Point a occidente dell'isola di Stirling e iniziarono a calare in mare i mezzi da sbarco incaricati di portare a terra le truppe su entrambi i lati dello stretto di Blanche Harbor. A dispetto della forte pioggia che riduceva la visibilità, i cacciatorpediniere USS Philip e USS Pringle scaricarono sulle spiagge un violento ma in definitiva inefficace bombardamento preliminare. Una volta cessato il tiro, due battaglioni neozelandesi presero terra attorno a Falamai, sulla costa meridionale di Mono e approssimativamente a 3,2 chilometri all'interno dell'accesso occidentale del Blanche Harbour; nel mentre, un distaccamento proveniente da un terzo battaglione neozelandese sbarcò sull'isola di Stirling e un'unità di 200 uomini supportata dalla APD USS McKean prese terra a Soanotalu sulla costa settentrionale di Mono, per fornire protezione alla stazione radar che qui gli Alleati volevano impiantare.
Un totale di 3 795 uomini sbarcò con la prima ondata, mentre il resto delle forze alleate fu portato a terra nei successivi 20 giorni fino a raggiungere un picco di 6 574 uomini (4 608 neozelandesi e 1 966 statunitensi). L'operazione fu il primo assalto anfibio portato a termine dalle forze armate neozelandesi dai tempi della campagna di Gallipoli nel 1915, nonché la seconda operazione di combattimento su vasta scala intrapresa dalla Nuova Zelanda nel teatro del Pacifico dopo gli scontri a Vella Lavella il mese precedente. Le truppe da combattimento neozelandesi erano appoggiate da unità di supporto e dei servizi statunitensi, tra cui un battaglione di genieri navali (i cosiddetti "Seabees"), un'unità di trasmissioni e un battaglione di artiglieria costiera che forniva protezione antiaerea.

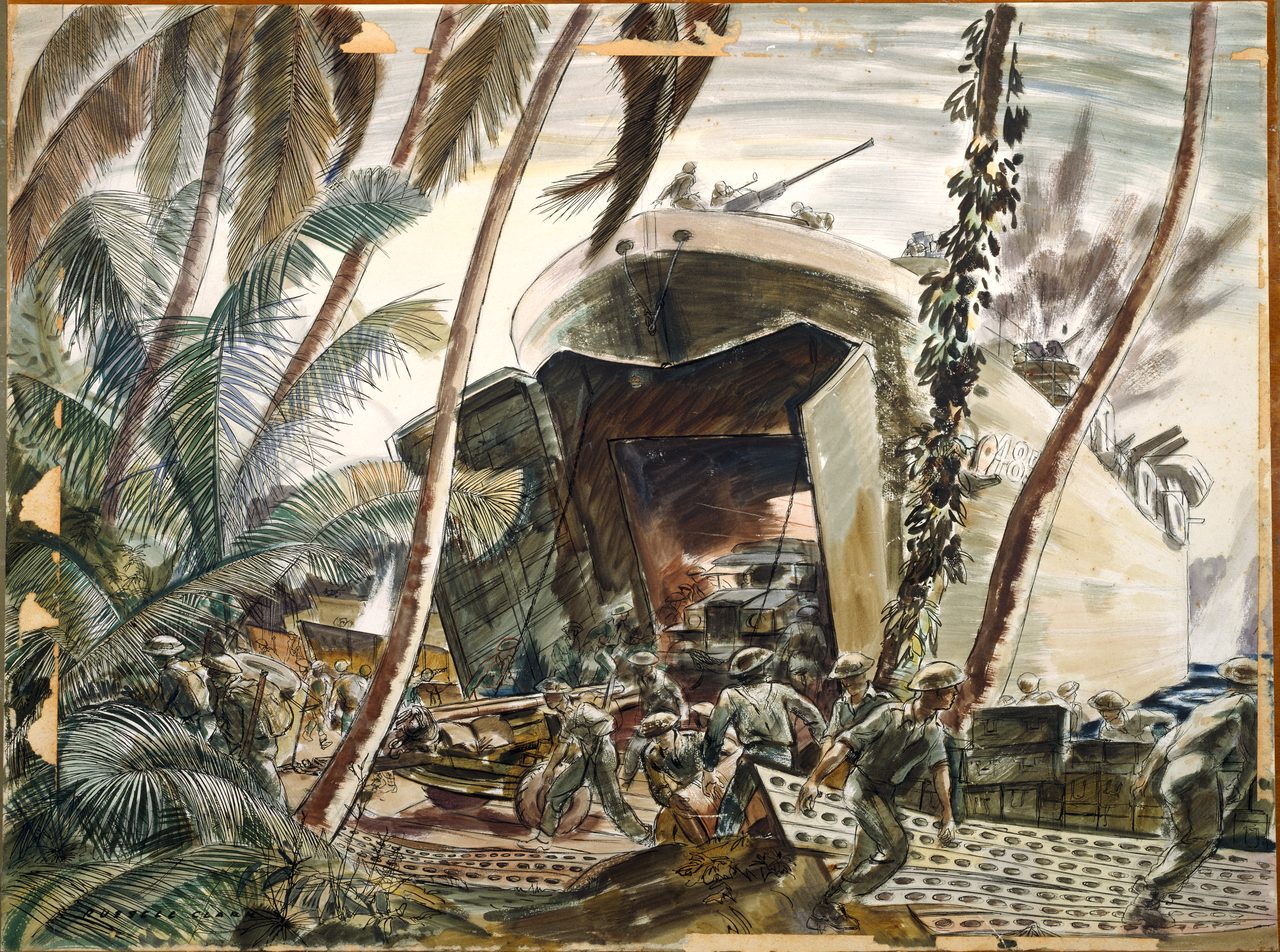
Lo sbarco dei reparti neozelandesi a Mono in un quadro dell'illustratore Russell Clark

Il comando giapponese fu colto di sorpresa, e non riuscì a far decollare i suoi velivoli in tempo per attaccare le unità da trasporto prima che avessero completato la discesa a terra della prima ondata di truppe. Tuttavia, più tardi quel 27 ottobre, una forza di 26 bombardieri in picchiata nipponici attaccò i cacciatorpediniere statunitensi USS Cony e USS Philip al largo di Mono: nella battaglia seguente 12 apparecchi giapponesi furono abbattuti dal fuoco antiaereo e dai caccia del comando AirSols alleato, ma il Cony fu colpito due volte con la morte di 8 membri dell'equipaggio e il ferimento di altri 10; il cacciatorpediniere fu rimorchiato a Tulagi per le riparazioni.
Nel mentre, a terra gli scontri continuavano. La resistenza iniziale agli sbarchi fu leggera e venne ben presto sopraffatta dalla prima ondata al prezzo di poche perdite; nel corso delle prime ore, la testa di ponte attorno a Falamai fu messa in sicurezza nonostante una sporadica resistenza da parte dei giapponesi, e nei giorni successivi varie pattuglie furono inviate al di fuori del perimetro per iniziare a ripulire l'isola dal nemico. La forza sbarcata a Soanotalu dovette invece affrontare diversi contrattacchi giapponesi tra il 29 ottobre e il 2 novembre, compreso un attacco portato da un'unità delle dimensioni di una compagnia che si concluse con l'uccisione di 40 giapponesi. Sull'isola di Stirling, i reparti neozelandesi non incontrarono in pratica alcuna resistenza e dopo lo sbarco si limitarono a stabilire dei pattugliamenti di routine e a impiantare la propria base; vi furono ancora alcune incursioni aeree giapponesi, ma il grosso dei velivoli nipponici fu dirottato per fronteggiare lo sbarco a Capo Torokina a Boungainville, che ebbe inizio il 1º novembre.
La bandiera britannica (le Isole Salomone erano un protettorato del Regno Unito) fu alzata sopra l'abitato di Falamai, il più importante dell'isola, e un'amministrazione civile fu ripristinata il 1º novembre. Furono lanciate varie operazioni di rastrellamento e nel corso dei successivi undici giorni si verificarono diversi scontri su piccola scala, con le pattuglie neozelandesi che tentavano di snidare i giapponesi da varie postazioni nascoste nelle caverne della costa settentrionale di Mono; questi scontri causarono diverse perdite a entrambe le parti. Le Isole del Tesoro furono infine dichiarate sicure e ripulite dalle forze nemiche per il 12 novembre, anche se dispersi giapponesi furono segnalati nelle giungle di Mono ancora fino al gennaio 1944.

## Conseguenze
L'operazione, in congiunzione con il contemporaneo raid sull'isola di Choiseul, contribuì a distrarre il comando giapponese dalle successive mosse alleate nell'area delle Isole Salomone. Le perdite riportate negli scontri su Mono ammontarono a un totale di 226 per gli Alleati, tra cui 40 morti e 145 feriti nei reparti neozelandesi e 12 morti e 29 feriti in quelli statunitensi. Fino al 12 novembre, 205 soldati giapponesi furono uccisi negli scontri su Mono, cifra aumentata a 223 vittime entro la fine del mese; otto soldati nipponici furono presi prigionieri dagli alleati.
I Seabees della Compagnia A dell'87th Naval Construction Battalion sbarcati il 27 ottobre costruirono sulle isole 34 chilometri di strade, nonché una base per le motosiluranti PT boat sull'isola di Stirling. Raggiunti dal resto del battaglione a partire dal 28 novembre, i Seabees realizzarono una base aerea su Mono dotata di una pista d'aviazione lunga 1 700 metri e larga 61 metri, completa di vie di rullaggio, zone parcheggio aerei pavimentate e un deposito di carburante da 160 000 litri; dopo l'arrivo dell'88th Naval Construction Battalion in dicembre, la pista fu poi allungata fino a 2 134 metri.
L'87th Naval Construction Battalion allestì anche varie strutture per il ricovero di grandi vascelli oceanici. Quattro chiatte furono fissate a moli in legno da 4,9 metri, collegati alla riva da rampe fatte di travi ricoperte di assi di legno; la base fu poi sviluppata con l'aggiunta di magazzini, aree di scarico merci e un ospedale con 100 posti letto. La base delle PT boat alle Isole del Tesoro aiutò la protezione degli sbarchi alleati a Capo Toronika, e l'impianto radar installato a Soanotalu giocò un importante ruolo in questa operazione.